# Попов, Павел Иванович (политик)
Павел Иванович Попов (укр. Павло Іванович Попов; 20(08).12.1896-13.07.1937) — украинский советский политический деятель, идеолог украинского национал-коммунизма, учёный-аграрий.

## Биография

### Революционная деятельность
Родился в с. Демидовка (ныне село Решетиловского района Полтавской области) в семье агронома. В 1915 году окончил Полтавское реальное училище, учился на экономическом факультете Московского коммерческого института. Участник украинских студенческих организаций Москвы, член Украинской социал-демократической рабочей партии с 1915. В Первую мировую войну в 1916 году мобилизован в российскую армию. Окончил школу прапорщиков в г.. Петергоф (ныне город в составе Петродворцевого района Санкт-Петербурга, РФ) и получил соответствующее офицерское звание (февраль 1917).
После Февральской революции 1917 избран членом комитета 1-й армии Северного фронта. С декабря 1917 — в Киеве, сотрудник генерального секретарства военных дел УНР, слушатель Киевского коммерческого института. Вскоре вошел в группу левых украинских социал-демократов Евгения Нероновича и Николая Врублевского. Вместе с этой группой в июле 1918 присоединился к Коммунистической партии (большевиков) Украины. При гетьманате Скоропадского и Директории Украинской Народной Республики — в подполье. В 1919 году — председатель Киевского уездного исполкома, уполномоченный ЦК КП(б)У в сводном отряде, действовавшем против атамана Зеленого. В сентябре 1919 Попов прибыл Каменец-Подольский, где тайно провел переговоры с высокопоставленными деятелями УНР о совместных действиях Армии Украинской Народной Республики с Красной армией против белогвардейских Вооруженных сил Юга России.

### Меморандум в ЦК РКП(б)
Прибыв в Москву, от группы членов КП(б)У (позже известной как т. н. «фракция федералистов» — при этом сам Попов, в отличие от её неформального лидера Юрия Лапчинского, федералистом не был) в ноябре 1919 подал в ЦК РКП(б) меморандум. В нем изложил видение социально-политической ситуации и коммунистической стратегии на территории Украины. Определив прежнюю российскую, не исключая и проводимую большевиками, политику там как колониальную и осудив отношение РКП(б)к Украине как «повально кулацкой» страны, Попов подчёркивал на особенностях её национально-исторического развития, социальной и экономической структуры. Настаивал на:
- полной независимости Украинской советской республики и её правительства от Москвы;
- создании самостоятельной национальной украинской коммунистической партии большевиков путем объединения последних с боротьбистами и другими украинскими коммунистическими группами. Высказываясь по военно-хозяйственный союз Украинской и Российской советских республик, Попов представлял его «как федерацию на основе равенства, … соглашение двух революционных центров».

### На советской службе
Политические заявления Попова рассматривались ЦК РКП (б), в частности В. И. Лениным и Л. Д. Троцким. Они во многом использовали их в своей риторике по украинскому вопросу, но отвергли по существу. В ответ Попов 28 февраля 1920 заявил политбюро ЦК РКП (б) о выходе из партии. Спустя некоторое время он был арестован в Харькове ВУЧК на 10 суток «за антипартийную деятельность».
Однако уже с апреля 1920 стал председателем Полтавской губернской комиссии по национализации земель для сахарной промышленности. В апреле 1921 восстановлен в КП(б)У и назначен председателем Правобережной комиссии по национализации земель народного комиссариата земледелия УССР. С июня 1922 — заведующий Киевского губернского земотдела. с 1923 — зав. земельных управлений Киевской и одновременно Подольской губерний. В 1924—1925 — начальник управления землеустройства и мелиорации наркомата земледелия УССР. В 1924 избран членом ВУЦИК. С июня 1925 — помощник 2-го секретаря ЦК КП(б)У Ивана Клименко. В 1928-29 годах — руководитель кафедры обобществления земель Украинского НИИ экономики сельского хозяйства.

### Поддержка оппозиции и репрессии
В 1929 выступил в поддержку Н. И. Бухарина, А. И. Рыкова, Михаила Томского- лидеров т. н. правого уклона. В 1930—1932 работал в наркомате земледелия УССР, руководитель бюро севооборотов. Вице-президент Всеукраинской академии сельскохозяйственных наук, откуда его устранили по требованию Павла Постышева в 1933. С декабря 1933 — заместитель начальника Донецкого областного земельного управления, затем — начальник отдела землеустройства, начальник планово-финансового управления Донецкого областного земельного управления.
В декабре 1935 исключён из ВКП(б) как «скрытый враг партии». 19 января 1937 арестован органами НКВД УССР. Обвинен в принадлежности к «контрреволюционной организации правых на Украине». 13 июля 1937 военной коллегией Верховного суда СССР приговорён к расстрелу. Казнён в Киеве. Посмертно реабилитирован в декабре 1959.